# Преображенська церква (Новов'язівське)
Преображенська церква (Новов'язівське) (1814 р.) — головна історична пам'ятка села Новов'язівського, яке до 1959 року звалося Хандаліївкою.

## Історія храму
Преображенська церква у Хандаліївці була збудована у 1814 році за власні кошти полковником російської армії Павлом Олексійовичем Ханделеєм на честь перемоги над наполеонівською армією у Вітчизняній війні 1812 року. Церква була освячена як храм Петра і Павла (храмовий день — 19 серпня — День святих Петра і Павла).
У 30-і роки 20 століття церкву було закрито, а після війни частково зруйновано. Згодом приміщення храму перетворили на зерносховище. У 1946 році після незначних ремонтних робіт на пожертви прихожан в у храмі розпочалися богослужіння. Настоятелем був призначений житель села Новов'язівське Михайло Закора.
У 1958 році церкву знову закрили, була навіть спроба зірвати її. Від вибухів храм навіть не здригнувся, а вибухова хвиля негативно подіяла на будинки, що знаходилися поруч.
З 1986 по 1989 рр. велася реконструкція приміщення коштом колгоспу «Прогрес». Два роки храм працював як культурний центр села.
18 січня 1991 року на збори мешканців села був запрошений благочинний Павлоградського округу протоіреней Валентин Цешковський, який 19 січня провів у церкві перше богослужіння з водосвяченням. Там же відбулося переосвячення храму в Спасо — Преображенський.
З 1996 року настоятелем церкви був призначений священник Віктор Щавинський. З 2000 по 2007 настоятелем храму був Вадим Пархоменко. З 2007 року настоятель Свято-Преображенського храму — Владислав Сіладі.

## Опис
Висота його близько 50 метрів, стіни викладені із червоної цегли. Оновлений купол храму — робота Гжельських майстрів.